# Mont Blanc de Courmayeur
Mont Blanc de Courmayeur és una muntanya del massís del Mont Blanc. Aquest cim, de 4.748 m és el segon punt culminant d'Itàlia. El pic està situat al sud del Mont Blanc i fa de frontera entre els estats francès i italià.